# Koning Oscarfjord
De Koning Oscarfjord (Groenlands: Kangerluk Kong Oscar, Deens: Kong Oscar Fjord) is een groot fjord in het Nationaal park Noordoost-Groenland in het oosten van Groenland, vernoemd naar Oscar II van Zweden die een expeditie naar deze fjord ondersteunde.
Een nog groter fjordensysteem bevindt zich 190 kilometer zuidelijker met de monding van de Scoresby Sund (Nordvestfjord). Richting het noorden is de Mountnorrisfjord de eerstvolgende fjord.
Aan de zuidzijde van de fjord ligt de militaire basis Mestersvig.

## Geografie
De fjord is onderdeel van een fjordencomplex dat samen met de Keizer Frans Jozeffjord honderden kilometers landinwaarts gaat. De fjord zelf gaat meer dan 160 kilometer landinwaarts. Vanaf de monding in de Groenlandzee via de Davy Sund, gaat de fjord eerst ongeveer 100 kilometer in noordwestelijke richting, waarna hij naar het noordnoordwesten afbuigt en in versmalde vorm nog ongeveer 60 kilometer doorgaat. De eerste 100 kilometer is de fjord maximaal ongeveer 25 kilometer breed, na de bocht is hij nog ongeveer 10 kilometer in breed.
De fjord wordt in het oosten begrensd door de eilanden Traill Ø en Geographical Society Ø en in het westen door Jamesonland (Scoresbyland), de Stauningalpen (Scoresbyland), Lyellland, Ella Ø en Suessland.
De fjord heeft verschillende dalen, fjorden en inhammen, waaronder (van bron naar monding):
- Antarctic Sund
- Sofia Sund (linkeroever)
- Kempefjord (rechteroever)
- Vega Sund (linkeroever)
- Narhvalsund (rechteroever)
- Segelsällskapetfjord (rechteroever)
- Skeldal (rechteroever)

## Gletsjers
In de zij-fjorden van het Koning Oscarfjord komen verschillende gletsjers uit. In de fjord zelf is dit voornamelijk de Skjoldungegletsjer op de rechteroever.